# 開帳の雪隠
『開帳の雪隠』（かいちょうのせっちん）は古典落語の演目。別の演題として『開帳雪隠』（かいちょうせっちん）、『開帳』（かいちょう）があり、『貸雪隠』（かしせっちん）という演題もある。これらの演題では、東京落語で広く演じられる。
この項目では、上方落語の『雪隠の競争』（せんちのきょうそう）、『二軒雪隠』（にけんせんち／にけんぜんち）についても記述する。
寺社の出開帳の折に簡易便所を作って収入を得た男が、近くにきちんとした便所ができて客を取られたため、その妨害に及ぶという内容。
直接の原話は1772年（明和9年）に出版された笑話本『鹿の子餅』の一編「借（かし）雪隠」（不忍池の弁天開帳の折に便所を作って儲けた女性の夫が対抗して便所を作る形）であるが、武藤禎夫は延宝3年の『軽口曲手鞠』第2巻収録「辻雪隠の事」（『笑府』第8巻刺俗部「造方便」の脚色）を先行する「同想の話」として挙げ、前田勇は「借（貸）雪隠」が「辻雪隠の事」の改作であるとしている。
武藤は、「信仰も薄れた現在では、内容の尾籠さも手伝って、ほとんど演（や）られることもなくなった」と評している。

## あらすじ
演者はまず、寺院で行われる出開帳（＝ある寺院の仏像を他の寺院に出張して公開すること）の風習について触れる。
ふたりの男が寺院（※東西・演者によりバリエーションがある。後述）で行われている善光寺の出開帳の話をするうち、片方が新商売を思いつく。「出開帳の際、境内は多くの人で込み合うため、有料の雪隠（せっちん／せんち=便所）を置けば、特に立って用を足せない女性が、金を払ってでも使うのではないかと思う」
ふたりは早速寺院に向かい、四方に竹の支柱を立て、それにむしろを張って簡易式の小屋を作り、中に樽と、またがるための台を置いて（あるいは掘った穴の中に樽をはめ込んで、上に板を渡し）、呼び声を叫ぶ。「普通席4文、特等は8文」
コンビのもくろみは見事に当たり、数日間は大儲けとなったが、ある日を境に客足が急減する。ひとりが「当節の人間は、小便をしなくなったのだろうか」といぶかしがっていると、境内の様子を見回っていたもうひとりが顔色を変えて戻り、「商売敵ができた。同じ値段で、こっちより設備が清潔で上等だ」と報告する。ふたりはあわて、呼び声を「小便はここです」などと直接的にしたり、「元祖雪隠」という看板を出してみたりしたが、効果がない。突然、新しい雪隠を見ていない方の男（以下、A）が「ひとりで番をしていてくれ」と言い残し、どこかへ行ってしまう。相棒（以下、B）は「むこうの雪隠屋と喧嘩でもしなければいいが」と心配するが、しばらくすると、少しずつ客足が戻り始め、はじめのように稼げるようになる。
日が暮れ、参拝客がいなくなったころ、Aが戻ってくる。Bが「どこへ行っていたんだ。俺ひとりで多数の客をさばき、難渋したのだぞ」となじると、Aは、「むこうの雪隠で、日暮れまでしゃがんでた」。

## バリエーション
出開帳が行われる寺院について、東京では両国回向院、上方では和光寺とする場合が多い。
雪隠を開業するふたりの男は、東京では八五郎と熊五郎、上方では喜六と清八の類型で演じられ、また名もそう設定されることが多い。また、男たちではなく、老夫婦として演じる場合がある。

## 改作
川端康成は、掌編小説集『掌の小説』の中で、本演目を下敷きにした「雪隠成仏」という作品を著している。こちらでは、隠れていた男が最後に遺体で見つかる。